# 十锅耳屋
十锅耳屋，位于中国广东省云浮市罗定市素龙镇冲表村，为罗定市的一个市级文物保护单位，类型为古建筑，公布时间为1998年4月6日。
十锅耳屋的历史年代为明代。